# Taxe de balayage
La taxe de balayage est un impôt direct local facultatif perçu par des communes et les établissements publics de coopération intercommunale français pour couvrir les dépenses de balayage des voies qui sont normalement à la charge des riverains.

## Historique
Jusqu'à la fin du XIXe siècle, la gestion des déchets est laissée à l'initiative de chacun. La loi du 26 mars 1873, prévoit que « les propriétaires sont affranchis du balayage en payant une taxe suivant un tarif dressé par le conseil municipal après une enquête, et approuvé par un décret rendu dans la forme des règlements d'administration publique »,.
La loi n° 2010-1658 du 29 décembre 2010 de finances rectificative pour 2010 améliore le régime de la taxe de balayage pour en faciliter l'institution par les communes. Jusqu'à cette date, seules deux communes utilisaient ce dispositif : Paris, pour un produit de 70,45 millions d'euros en 2008 et Huez, pour un produit de 564 731 euros en 2008.
L'Inspection générale des finances liste la taxe sur le balayage dans les 192 taxes à faible rendement. La mission préconise de supprimer cette taxe.
La loi de finances pour 2019 transfère la gestion de la taxe de balayage de l'administration fiscale aux communes elles-mêmes, sans pour autant supprimer sa nature fiscale.

## Caractéristiques
Les communes peuvent établir, par les soins de l'administration municipale, une taxe de balayage qui est recouvrée comme en matière de contributions directes.
Les conditions d'application de cette taxe sont fixées par un décret en Conseil d'État qui peut prévoir plusieurs modes d'assiette et de perception entre lesquels les communes ont le choix.
Le produit total de la taxe de balayage ne peut dépasser les dépenses occasionnées à la commune par le balayage de la superficie des voies livrées à la circulation publique qui incombe aux propriétaires riverains, chacun au droit de sa façade, sur une largeur égale à celle de la moitié desdites voies, sans pouvoir, toutefois, excéder six mètres.
Le tarif de la taxe est délibéré en conseil municipal, après enquête, et approuvé par arrêté du préfet. Il est révisé tous les cinq ans.
La valeur des propriétés n'entre pas en compte dans l'établissement de la taxe, qui repose uniquement sur les nécessités de la circulation, de la salubrité et de la propreté de la voie publique.
Le paiement de la taxe n'exempte pas les riverains des voies publiques des obligations qui leur sont imposées par les règlements de police en temps de neige et de glace.

### Redevables
La taxe est acquittée par les propriétaires d'immeubles sur rue situées dans les communes percevant cet impôt. Un très petit nombre de communes a mis en place cette taxe. En 2018, cinq communes ont une taxe sur le balayage : Clichy (depuis 2017), Huez, Levallois-Perret (depuis 2009), Paris et Villeneuve-la-Garenne (depuis 2018).

### Rendement
Le produit de la taxe est de 113 millions d'euros. Paris perçoit 92 % de ce que rapporte la taxe.